# Малбанін-Хири
Малбанин-Хири (крим. Malbanın Qırı, також Малба, Малаба) — гора (холм) на Південному березі Криму.
Висота 456 метрів над рівнем моря. Розташована північніше селища Семидвір'я, за 3 км на північ від автодороги Алушта — Судак та за 10 км на північний схід від міста Алушта, у міжріччі річок Єдифлер (Тапшан-Гя) та Джурла (Алака).
Відріг масиву Демерджі-яйла Головної гряди Кримських гір, що починається вузьким кряжем, потім розділяється на два широкі та високі пагорби.
На вершині гори та неподалік від неї знайдено поховання епохи міді (енеоліт) у вигляді підземних кам'яних ящиків («до́льменів»), імовірно споруджені таврами. Кам'яні ящики зустрічаються на площі всієї гори. Всього на горі Малбанин-Хири, в різних пунктах сланцевої вододільної гряди, виявлено 12 груп кам'яних ящиків. На горі Малбанин-Хири налічується понад 90 ящиків різних типів. На відміну від надземних кавказьких та західноєвропейських мегалітичних дольменів, у кримських кам'яних ящиках поховання опущені в материк, обставлені та перекриті великими кам'яними плитами і часто покриті курганним насипом. Кам'яні ящики гори Малбанин-Хири зруйновані, кришок у цих «кам'яних ящиків» немає, але одна з масивних кришок знаходиться неподалік. За даними А. Брандта, довжина ящиків коливається від 1,40 до 1,60 м, ширина — від 0,80 до 1,10 м, глибина — від 0,80 до 1,10 м. Серед знахідок з кам'яних ящиків на горі Малбанин-Хири є не менше двох трьохдірчастих залізних псаліїв VI століття до нашої ери (в уламках).